# Синя пасифлора
Синята пасифлора (Passiflora caerulea) е вид покритосеменни растения от семейство Страстоцветни (Passifloraceae). Тя е най-студеноустойчивият вид пасифлора. Издържа до -15 °C, с частично или пълно измръзване на листната маса и летораслите. Плодът е условно ядлив.